# Alexandre Dumas (író, 1802–1870)
Id. Alexandre Dumas, Alexandre Dumas père, teljes nevén Dumas Davy de la Pailleterie (Villers-Cotterêts, 1802. július 24. – Puys, Dieppe mellett, 1870. december 5.) francia író, legismertebb művei kalandos történelmi regények, amelyek a világ legolvasottabb francia írójává tették őt. Több regényéből (például a Monte Cristo grófja és a D’Artagnan-történetek) készült filmadaptáció, de írt színműveket, újságcikkeket is, és rengeteg emberrel levelezett. Apai nagyanyja fekete rabszolganő volt. Fia ifj. Alexandre Dumas író, dédunokája Alexandre Lippmann olimpiai bajnok párbajtőrvívó.

## Származása és gyermekkora
Nagyapja, Antoine-Alexandre Davy de la Pailleterie márki Saint Domingue (a mai Haiti) szigetén szolgált a francia kormány tüzérségénél Général commissaire rangban. Itt ismerte meg feleségét, Marie-Césette Dumas-t, egy fekete rabszolganőt, aki 1762-ben megszülte az író apját, Thomas-Alexandre-t, majd nem sokkal később meghalt.
Amikor a márki fiatal mulatt fiával visszatért Normandiába, még létezett a rabszolgaság, amiből a félvér fiúnak sok szenvedése származott. 1786-ban Thomas-Alexandre belépett a francia hadseregbe, de hogy megőrizze az arisztokrata család jó hírét, az anyja leánykori nevét vette fel. A francia forradalmat követően a márki elveszítette a vagyonát, Thomas-Alexandre Dumas azonban a forradalmi hadsereg merész és tehetséges katonájaként többször kitüntette magát, és a ranglétrán egyre feljebb haladva 31 éves korára tábornok vált belőle.
Thomas-Alexandre feleségül vette Marie-Louise Elisabeth Labouret-t, aki 1802. július 24-én a Párizshoz közel eső Villers-Cotterêts-ben, Aisne megyében szülte meg fiukat, Alexandre Dumas-t.
1806-ban, Dumas tábornok halálakor Alexandre mindössze négyéves volt, szinte teljesen elszegényedett édesanyjának igen nehéz körülmények között kellett felnevelnie. Bár Marie-Louise nem sokkal tudott hozzájárulni fia oktatásához, ez nem csökkentette az ifjú Alexandre könyvimádatát, és ő elolvasott mindent, amit csak a kezébe tudott kaparintani.
Kamaszként az édesanyjától sok történetet hallott az apja bátor haditetteiről I. Napóleon császár dicsőséges uralkodása alatt, és élénk képzeletét betöltötték a kalandok és hősök. Bár szegények voltak, a család az apa előkelő hírnevére és arisztokrata kapcsolataira támaszkodott, így a monarchia restaurációja után a húszéves Alexandre Dumas Párizsba költözhetett, ahol a Palais-Royalban kapott állást a nagy hatalmú Lajos Fülöp orléans-i herceg hivatalában.

## Irodalmi pályafutása
Amíg Párizsban dolgozott, Dumas elkezdett újságcikkeket és színdarabokat írni. 1829-ben aratta első nagyobb közönségsikerét a III. Henrik udvara című drámával. A következő évben bemutatott Krisztina királynő ugyanilyen népszerű lett, így hamarosan megengedhette magának, hogy minden idejét az írásnak szentelje. 1830-ban részt vett abban a forradalomban, amely elűzte X. Károly királyt, és helyette Dumas korábbi patrónusát, az orléans-i herceget ültette a trónra, aki I. Lajos Fülöp néven uralkodott, és akit a „polgárkirály” melléknévvel is illettek.
Az 1830-as évek közepéig Franciaországban bizonytalan maradt a politikai helyzet, gyakoriak voltak a lázadások, melyek mögött hol az elégedetlen republikánusok, hol a változást sürgető, elszegényedett városi munkások álltak. Ahogy az élet lassanként visszatért a megszokott kerékvágásba, országszerte megkezdődött az iparosodás, és a gazdaság fejlődése. Mindez, a cenzúra megszűnésével együtt, kedvező hátteret nyújtott az írói tehetség kibontakoztatásához.
Több sikeres színdarab megírása után Dumas figyelme a regények felé fordult. Bár vonzotta a különcködés, és mindig többet költött, mint amennyit keresett, Dumas igen talpraesett üzletembernek bizonyult. 1838-ban, amikor az újságoknál nagy volt a kereslet a több részletben közölhető regények iránt, egyszerűen újraírta az egyik színdarabját, és ez lett az első folytatásos regénye. A „Le Capitaine Paul” tette lehetővé számára egy alkotóműhely létrehozását, ahol több száz történet íródott, mind az ő személyes irányításával.
1839-től 1841-ig Dumas több barátja közreműködésével az európai történelem híres bűnözőiről és bűneseteiről szóló nyolckötetes esszégyűjteményt összeállításán dolgozott. Ebben szerepeltek írások például Beatrice Cenci, Cesare és Lucrezia Borgia tetteiről, de olyan közelmúltban történt incidensekről is, mint Karl Ludwig Sand és Antoine François Desrues esete, akiket gyilkosság vádja miatt végeztek ki.
Dumas szintén részt vett vívómestere, Augustin Grisier 1840-es regénye, A vívómester megírásában. A történetben tulajdonképpen Grisier beszéli el, hogyan vált tanújává az oroszországi dekabrista felkelés eseményeinek. Végül e regényt I. Miklós cár betiltotta Oroszországban, emiatt Dumas egészen a cár haláláig nem léphetett orosz földre. A „Monte Cristo grófja” és „A korzikai testvérek” című műveiben, valamint visszaemlékezéseiben az író nagy tisztelettel említi meg Grisier-t.
1840-ben feleségül vett egy színésznőt, Ida Ferrier-t, de ezt követően is számos viszonya volt más nőkkel, akiktől legalább három törvénytelen gyermeke született. Az egyik ilyen gyermek egy az író nevét továbbvivő fiú volt, aki abban is apja nyomdokaiba lépett, hogy sikeres regény- és drámaíró vált belőle. Mivel a nevük és a foglalkozásuk is megegyező, a világirodalom úgy különbözteti meg őket, hogy egyikükre id. Alexandre Dumas-ként (franciául: Alexandre Dumas père), másikukra pedig ifj. Alexandre Dumas-ként (franciául: „Alexandre Dumas fils”) utalnak.
Az id. Alexandre Dumas kalandos történetei és történelmi krónikái megragadták a francia közönség képzeletét, akik alig várták, hogy megvehessék az újabb és újabb folytatásokat.
| Eredeti cím | Magyar cím | Írta      | Műfaj          | Megjegyzés |
| --- | --- | --------- | -------------- | --- |
| Ivanhoë | | 1822      | színházi darab | Első kiadás: 1874 |
| Élégie sur la mort du général Foy | | 1825      | költészet      | |
| La chasse et l'amour | | 1825      | színházi darab | Társszerző: Pierre-Joseph Rousseau, Adolphe de Leuven |
| Nouvelles contemporaines - Laurette, ou le rendez-vous - Blanche de Beaulieu, ou la Vendéenne - Marie | | 1826      | novella        | 1831-ben a Blanche de Beaulieu novellát átdolgozza (La rose rouge) 1832-ben a Marie novellát átdolgozza (Le cocher de cabriolet) |
| La noce et l'enterrement | | 1826      | színházi darab | Társszerző: Espérance Hippolyte Lassagne, Gustave Vulpian |
| Canaris | | 1826      | költészet      | |
| Le Sylphe | | 1826      | költészet      | |
| Préludes poétiques | | 1827      | költészet      | 18 versből álló gyűjtemény. |
| Fiesque de Lavagna | | 1828      | színházi darab | Első kiadás: 1976 |
| La Pérouse | | 1828      | költészet      | |
| Henri III et sa cour | | 1829      | színházi darab | |
| La cour du roi Pétaud | | 1829      | színházi darab | A Henri III et sa cour paródiája. |
| Christine, ou Stockholm, Fontainebleau et Rome | | 1830      | színházi darab | |
| L'embarquement | | 1830      | költészet      | |
| Rapport au Général La Fayette sur l’enlèvement des poudres de Soissons | | 1830      | történelem     | |
| Une joûte | | 1831      | novella        | |
| Napoléon Bonaparte ou Trente ans de l’histoire de France | | 1831      | színházi darab | Társszerző: Cordellier-Delanoue (?) |
| Antony | | 1831      | színházi darab | |
| Charles VII chez ses grands vassaux | | 1831      | színházi darab | |
| Richard Darlington | | 1831      | színházi darab | Társszerző: Goubaux et Beudin |
| Térésa | | 1832      | színházi darab | Társszerző: Auguste Anicet-Bourgeois |
| Le mari de la veuve | | 1832      | színházi darab | Társszerző: Auguste Anicet-Bourgeois, Eugène Durieu |
| La tour de Nesle | | 1832      | színházi darab | Társszerző: Frédéric Gaillardet |
| Gaule et France | | 1833      | történelem     | |
| Le fils de l'émigré | | 1832      | színházi darab | Első kiadás: 1995 Társszerző: Auguste Anicet-Bourgeois |
| L'ange de poésie | | 1833      | költészet      | |
| Angèle | | 1833      | színházi darab | Társszerző: Auguste Anicet-Bourgeois |
| La Vénitienne | | 1834      | színházi darab | Társszerző: Auguste Anicet-Bourgeois |
| Catherine Howard | | 1834      | színházi darab | |
| La tour de Babel | | 1834      | színházi darab | |
| Souvenirs d'Anthony - Cherubino et Celestini - Antonio - Maria - Le cocher de cabriolet - Blanche de Baulieu - Un bal masqué - Jacques I et Jacques II - Bernard - Don Martin de Freytas - Le curé Chambard                                                                           | | 1835      | novella        | |
| Cromwell et Charles Ier | | 1835      | színházi darab | Társszerző: Cordellier Delanoue |
| Chroniques de France : Isabel de Bavière | | 1835      | regény         | |
| Le Marquis de Brunoy | | 1836      | színházi darab | Társszerző: Théaulon, Jaime (Ernest Rousseau), Armand Dartois |
| Don Juan de Marana, ou la chute d'un ange | | 1836      | színházi darab | |
| Kean | | 1836      | színházi darab | 1953-ban Jean-Paul Sartre átdolgozta. |
| Scènes historiques 1425-1426 : La Main droite du sire de Giac | | 1836      | novella        | |
| Chroniques de France : La Comtesse de Salisbury | | 1836      | regény         | |
| Piquillo | | 1837      | vígopera       | Társszerző: Gérard de Nerval Zeneszerző: Hippolyte Monpou |
| Pascal Bruno | A gavallérbandita (1930) | 1837      | regény         | |
| Caligula | | 1838      | színházi darab | Társszerző: Gérard de Nerval |
| Paul Jones | | 1838      | színházi darab | Társszerző: Théodore Nezel (?) |
| Le bourgeois de Gand ou le secrétaire du duc d'Albe | | 1838      | színházi darab | Társszerző: Hippolyte Romand |
| Pauline | Paulina (1860) | 1838      | regény         | |
| Le Capitaine Paul | A névtelen kapitány (1931) | 1838      | regény         | |
| Acté | Őrült a trónon (1905) A korinthusi leány (1924) Akté, Néró rabnője (1990) | 1838      | regény         | |
| Léo Burckart | | 1838      | színházi darab | Társszerző: Gérard de Nerval |
| Bathilde | | 1839      | színházi darab | Társszerző: Auguste Maquet |
| Mademoiselle de Belle-Isle | | 1839      | színházi darab | |
| L'alchimiste | | 1839      | színházi darab | Társszerző: Gérard de Nerval |
| Monseigneur Gaston Phœbus | | 1839      | novella        | |
| Le Capitaine Pamphile | Pamphile kapitány (192) Pamfil kapitány (1935) | 1839      | regény         | |
| Maître Adam le Calabrais | | 1839-1840 | novella        | |
| Murat | | 1839-1840 | történelem     | |
| Jarvis l'honnête homme | | 1840      | színházi darab | Társszerző: Charles Lafont |
| Aventures de John Davys | | 1840      | regény         | |
| Othon l'archer | | 1840      | regény         | |
| Le Maître d'armes | A vívó-mester (1863) | 1840      | regény         | |
| Jeannic le Breton, ou le gérant responsable | | 1841      | színházi darab | Társszerző: Eugène Bourgeois |
| Praxède | | 1841      | novella        | |
| Don Martin de Freytas | | 1841      | novella        | |
| Pierre-le-Cruel | | 1841      | novella        | |
| La Chasse au chastre | | 1841      | novella        | |
| Aventures de Lydéric, grand-forestier de Flandre | | 1841      | novella        | |
| Chronique du roi Pépin | | 1841      | novella        | |
| Chronique de Charlemagne | | 1841      | novella        | |
| Lorenzino | | 1842      | színházi darab | |
| Le séducteur et le mari | | 1842      | színházi darab | Társszerző: Charles Lafont |
| Halifax | | 1842      | színházi darab | Társszerző: Adolphe d'Ennery |
| Le chevalier d'Harmental | D'Harmental lovag (1929) | 1842      | regény         | Társszerző: Auguste Maquet |
| Le mariage au tambour | | 1843      | színházi darab | Társszerző: Adolphe de Leuven, Léon-Lévy Brunswick |
| Les demoiselles de Saint-Cyr | | 1843      | színházi darab | Társszerző: Adolphe de Leuven, Léon-Lévy Brunswick |
| Louise Bernard | | 1843      | színházi darab | Társszerző: Adolphe de Leuven, Léon-Lévy Brunswick |
| La Belle Isabeau, conte pendant l'orage | | 1843      | költészet      | |
| Georges | | 1843      | regény         | |
| Ascanio ou l'Orfèvre du roi | Ascanio (1925) | 1843      | regény         | |
| Amaury | | 1843      | regény         | |
| Albine / Le Château d'Eppstein | | 1843      | regény         | |
| L'école des princes | | 1844      | színházi darab | Társszerző: Louis Lefèvre, Hégésippe Moreau (?), ifj. Dumas (??) |
| Le laird de Dumbiky | | 1844      | színházi darab | Társszerző: Adolphe de Leuven, Léon-Lévy Brunswick |
| Histoire d'un mort. Invraisemblance | | 1844      | novella        | |
| Une âme à naître ou Histoire d'une âme | | 1844      | novella        | |
| Bernard | | 1844      | novella        | |
| Contes - Histoire d'un casse-noisette - Le Roi des taupes et sa fille - La Bouillie de la comtesse Berthe | | 1844      | novella        | |
| Une fille du Régent | A régens lánya (1862) | 1844      | regény         | Társszerző: Auguste Maquet |
| Les trois mousquetaires | A három testőr (1863) | 1844      | regény         | Társszerző: Auguste Maquet |
| Les Frères corses | Korzikai testvérek (1968) | 1844      | regény         | |
| Sylvandire | | 1844      | regény         | |
| Fernande | Fernanda (1852) | 1844      | regény         | |
| Cécile ou la Robe de noces | Cecília (1858) A nászruha (1860) A menyasszonyi ruha (1929) | 1844      | regény         | |
| Gabriel Lambert | A szélhámos (1921) A gályarab (1931) | 1844      | regény         | |
| Le comte de Monte-Cristo | Gróf Monte-Cristo (1861) Monte-Christo grófnak csodás története (1878) Gróf Monte-Christo (1878) Gróf Monte Cristo (1927) Gróf Monte Krisztó (1928) Monte-Cristo gróf (1930) Monte-Cristo grófja (1957)                                                                                         | 1844-1845 | regény         | Társszerző: Auguste Maquet |
| Le Garde-forestier | | 1845      | színházi darab | Társszerző: Adolphe de Leuven, Léon-Lévy Brunswick |
| Un conte de fées | | 1845      | színházi darab | Társszerző: Adolphe de Leuven, Léon-Lévy Brunswick |
| La Pêche aux filets | | 1845      | novella        | |
| Une amazone | | 1845      | novella        | Átdolgozza 1859-ben (Herminie) és 1862-ben (Une aventure d'Amour). |
| Vingt ans après | Húsz év múlva (1875) Húsz év múltán (1929) | 1845      | regény         | Társszerző: Auguste Maquet |
| La reine Margot | Margot királyné (1868) Margit királyné (1876) I. A vérnász (1925) II. Margot királyné szerelmese (1925) | 1845      | regény         | Társszerző: Auguste Maquet |
| La Guerre des femmes | | 1845      | regény         | |
| Le chevalier de Maison-Rouge | A Vörösház lovagja (1871) A királyné lovagja (1920) Szerelem a vérpadig (1928) Mária Antónia és lovagjai (1928) Mária Antoanette lovagjai (1993) | 1846      | regény         | Társszerző: Auguste Maquet |
| Échec et mat | | 1846      | színházi darab | Társszerző: Octave Feuillet, Paul Bocage |
| Jeanne d'Arc au bûcher | | 1846      | költészet      | |
| La dame de Monsoreau | Koronák harca (1924) A monsoreaui hölgy (1876) III. A monsoreaui hölgy (1925) IV. A király és bolondja (1925) | 1846      | regény         | Társszerző: Auguste Maquet |
| Joseph Balsamo | Egy orvos naplója (1857) I. A varázsló. Balsamo József, Gróf Cagliostro (1924) II. Madame Dubarry bukása. Balsamo József, Gróf Cagliostro (1925) A varázsló. Madame Dubarry (1928) Egy orvos emlékiratai. Balsamo József (1930) Egy orvos feljegyzései. Joseph Balsamo (1974) A varázsló (2007) | 1846-1849 | regény         | Társszerző: Auguste Maquet |
| Le Bâtard de Mauléon | | 1846      | regény         | |
| Intrigue et amour | | 1847      | színházi darab | |
| Hamlet, prince de Danemark | | 1847      | színházi darab | Társszerző: Paul Meurice |
| Les Quarante-Cinq | Negyvenötök. Történeti regény (1878) V. A Negyvenötök (1925) VI. A monsoreaui hölgy bosszúja (1926) | 1847-1848 | regény         | Társszerző: Auguste Maquet |
| Le vicomte de Bragelonne | Bragelonne gróf, vagy Tíz évvel később Történeti regény (1875) Bragelonne vicomte (1924) | 1847-1850 | regény         | Társszerző: Auguste Maquet |
| Catilina | | 1848      | színházi darab | Társszerző: Auguste Maquet, Théodore Burette |
| Le cachemire vert | | 1849      | színházi darab | Társszerző: Eugène Nus |
| Le comte Hermann | | 1849      | színházi darab | |
| Le connétable de Bourbon ou l'Italie au XVIe siècle | | 1849      | színházi darab | Társszerző: Eugène Grangé, Xavier de Montépin |
| Le testament de César | | 1849      | színházi darab | Társszerző: Jules Lacroix |
| Les Mille et Un Fantômes - Les Mille et Un Fantômes : Une journée à Fontenay-aux-Roses - La Femme au collier de velours - Les Mariages du père Olifus - Le Testament de M. de Chauvelin - Un dîner chez Rossini - Les Gentilshommes de la Sierra-Morena - Le Lièvre de mon grand-père | | 1849      | novella        | Társszerző: Paul Bocage, Paul Lacroix |
| Le collier de la reine | A nyakék (1922) A királyné nyakéke (1930) | 1849-1850 | regény         | Társszerző: Auguste Maquet |
| Trois entractes pour l'amour médecin | | 1850      | színházi darab | |
| Le vingt-quatre février / L'Auberge de Schawasbach | | 1850      | színházi darab | Társszerző: Zacharias Werner |
| Les Chevaliers du Lansquenet | | 1850      | színházi darab | Társszerző: E. Grangé, X. de Montépin |
| La Tulipe noire | A fekete tulipán (1851) | 1850      | regény         | |
| La Colombe | Egy galamb története. Történeti regény (1858) | 1850      | regény         | |
| Le Trou de l'enfer | A pokol torka (1869) | 1850      | regény         | |
| Ange Pitou | A Bastille lerombolása. Ange Pitou (1925) Ange Pitou (1988) | 1850-1851 | regény         | Társszerző: Auguste Maquet |
| Le vampire | | 1851      | színházi darab | Társszerző: Auguste Maquet |
| La barrière de Clichy | | 1851      | színházi darab | |
| Le Curé de Boulogne | | 1851      | novella        | |
| Dieu dispose | | 1851      | regény         | |
| Olympe de Clèves | Olympe de Clèves (2006) | 1851      | regény         | |
| Les âmes vaillantes | | 1852      | színházi darab | |
| Les drames de la mer - Bontekoe - Le Capitaine Marion - La Junon - Le Kent | | 1852      | novella        | |
| Conscience l'innocent | | 1852      | regény         | André Van Hasselt: Le Conscrit novellája alapján, az eredeti szerző engedélyével. |
| La comtesse de Charny | I. Charny grófné II. Király a vérpadon | 1852-1855 | regény         | Társszerző: Auguste Maquet |
| La Maison de Savoie | A szavojai herceg A szavojai herceg apródja | 1852-1856 | regény         | Először Itáliában jelent meg, de megfeledkeztek róla. 1985-ös megtalálása után 1998-2001-ben jelent meg Franciaországban La Royale Maison de Savoie cím alatt (4 kötet). 1854-ben Franciaországban is megjelent Le page du duc de Savoie címmel (az eredeti olasz 1. és 2. kötet alapján). 1863-ban az eredeti olasz 3. kötet egyes részei alapján megjelent a La Dame de volupté. 1864-ben az eredeti olasz 3. kötet egyes részei alapján megjelent a Les Deux Reines. |
| Le Pasteur d'Ashbourne | | 1853      | regény         | |
| Isaac Laquedem | | 1853      | regény         | Befejezetlen regény. |
| Ingénue | | 1853      | regény         | |
| Le marbrier | | 1854      | színházi darab | Társszerző: Léon-Lévy Brunswick, Paul Bocage |
| La conscience | | 1854      | színházi darab | Társszerző: Paul Bocage |
| La jeunesse de Louis XIV | | 1854      | színházi darab | |
| Romulus | | 1854      | színházi darab | Társszerző: Paul Bocage, Octave Feuillet (?) |
| Causeries - Un voyage à la lune, ou le Cauchemar de Mocquet - Les Étoiles commis-voyageurs | | 1854      | novella        | |
| La Jeunesse de Pierrot | | 1854      | regény         | |
| Le Capitaine Richard | | 1854      | regény         | |
| Catherine Blum | | 1854      | regény         | |
| El Salteador | | 1854      | regény         | |
| Les Mohicans de Paris | A párisi mohikánok Párizs mohikánjai I. Páris Mohikánjai II. A végzet útjai | 1854-1855 | regény         | Társszerző: Paul Bocage |
| Salvator | Salvator, a végzet útjai III. Salvator IV. Roland, a kutya V. A dráma vége | 1855-1859 | regény         | Társszerző: Paul Bocage |
| Samson | | 1855-1856 | oratórium      | Zeneszerző: Édouard Duprez Elveszett. |
| L'Orestie | | 1856      | színházi darab | |
| La tour Saint-Jacques | | 1856      | színházi darab | Társszerző: Xavier de Montépin |
| Le fils de la nuit / Le pirate | | 1856      | színházi darab | Társszerző: Gérard de Nerval, Bernard Lopez, Victor Séjour |
| Le verrou de la reine | | 1856      | színházi darab | |
| Les Compagnons de Jéhu | Jehu társai A Jehu cimborái (1926) | 1857      | regény         | |
| L'invitation à la valse | | 1857      | színházi darab | Társszerző: Paul Meurice |
| Le Meneur de loups | | 1857      | regény         | |
| L'honneur est satisfait | | 1858      | színházi darab | |
| Thaïs / La Bacchante | | 1858      | vígopera       | Zeneszerző: Eugène Gautier |
| Le Chasseur de sauvagine | | 1858      | regény         | Valószínűleg nem Dumas írta. |
| Ainsi soit-il! / Madame de Chamblay | | 1858      | regény         | |
| Les Louves de Machecoul | | 1858      | regény         | |
| Black | | 1858      | regény         | |
| L'Horoscope | | 1858      | regény         | Befejezetlen regény. |
| Désirs et Possession | | 1859      | novella        | |
| Le Médecin de Java / L'Île de feu | A jávai orvos A négersziget | 1859      | regény         | |
| Histoire d'un cabanon et d'un chalet / Monsieur Coumbes : Roman marseillais / Le Fils du forçat | | 1859      | regény         | Valószínűleg nem Dumas írta. |
| Jacquot sans oreilles | | 1859      | regény         | |
| Une aventure d'amour : un voyage en Italie | Egy szerelmi kaland | 1859-1860 | regény         | |
| L'envers d'une conspiration | | 1860      | színházi darab | Társszerző: Lockroy |
| Le roman d'Elvire | | 1860      | vígopera       | Társszerző: Adolphe de Leuven Zeneszerző: Ambroise Thomas |
| Le Père La Ruine | | 1860      | regény         | Valószínűleg nem Dumas írta. |
| Les Drames galants - La Marquise d'Escoman | | 1860      | regény         | |
| Mémoires d'Horace | | 1860      | regény         | |
| L’assassinio della strada S. Rocco / L'Assassinat de la rue Saint-Roch | | 1860-1861 | novella        | Olaszul jelent meg, 2013-ban fordították franciára. |
| Un mariage sous Louis XV | | 1861      | színházi darab | Társszerző: François-Joseph Régnier |
| Une mère | | 1861      | novella        | |
| Une nuit à Florence sous Alexandre de Médicis | | 1861      | regény         | |
| René d'Argonne, le volontaire de 92 / René Besson, mémoires d'un volontaire de 92 | | 1862      | regény         | Befejezetlen regény. |
| La Veillée allemande | | 1863      | színházi darab | Társszerző: Bernard Lopez, Kotzebue |
| La San Felice | Luisa San Felice (1977) | 1863-1865 | regény         | |
| Roméo et Juliette | | 1864      | színházi darab | Első kiadás: 1976 Társszerző: Paul Meurice (?) |
| Les voleurs d'or | | 1864      | színházi darab | Társszerző: Céleste Mogador, Chabrillan grófné |
| Pietro Monaco sua moglie Maria Oliverio e i loro complici | | 1864      | regény         | |
| Souvenirs d'une favorite / Confessions d'une favorite / Emma Lyonna | Emma Lyonna (1980) Emma Lyonna. A testvériség ünnepe | 1864      | regény         | |
| Bouts-rimés | | 1865      | költészet      | |
| Le Comte de Moret / Le Sphinx rouge | A Vörös Szfinx (2010) | 1865-1866 | regény         | |
| Le Comte de Mazzara | | 1866      | novella        | |
| Un cas de conscience | | 1866      | novella        | |
| Parisiens et Provinciaux | | 1866      | regény         | |
| La Terreur prussienne | | 1867      | regény         | |
| Les Blancs et les Bleus | | 1867-1868 | regény         | |
| Valentin-Valentine | | 1868      | színházi darab | Társszerző: Max de Bourdon |
| L'Armoire d'acajou | | 1868      | novella        | |
| Le Dévouement des pauvres | | 1868      | novella        | |
| Le chevalier de Sainte-Hermine | Szent Hermina lovagja | 1869-1870 | regény         | befejezetlen |
| Création et Rédemption | | 1869-1870 | regény         | |

- VII. Károly a kiskirályok között (Charles VII chez ses grands vassaux), dráma. Cezar Kjui orosz zeneszerző A szaracén címmel operát írt belőle.
- D’Artagnan-történetek:
  - A három testőr (Les Trois Mousquetaires, 1844)
  - Húsz év múlva (Vingt Ans Après, 1845)
  - Bragelonne vikomt (Le Vicomte de Bragelonne, ou Dix ans plus tard, 1847): ennek egyik része „A vasálarcos férfi” története, amely több filmfeldolgozásból is ismert.
  - D’Artagnan fia (Le fils de d’Artagnan, 1914, írta ifj. Paul Féval)
  - Athos öregsége (La vieillesse d’Athos, 1925, írta ifj. Paul Féval)
- Monte Cristo történetek
  - Monte Cristo grófja (Le Comte de Monte-Cristo, 1845–1846)
  - Holt kéz (írta Dumas és F. Le Prince)
  - A világ ura (Der Herr der Welt, 1920, írta Adolf Mützelburg)
  - A milliomos menyasszony (Die Millionenbraut, írta Adolf Mützelburg)
- Valois-történetek
  - A két Diana (Les Deux Diane, 1846)
  - A szavojai herceg apródja (Le Page du duc de Savoie, 1855)
  - Margot királyné (La Reine Margot, 1845)
- Marie Antoinette-történetek:
  - Egy orvos feljegyzései (Joseph Balsamo, (1846–1848, mely a következő címeken is ismert: Joseph Balsamo, Cagliostro, Madame Dubarry, Dubarry grófnő, Az életelixír, A varázsló)
  - A királyné nyakéke (Le Collier de la reine, 1849–1850. A regény alapjául szolgáló bűneset)
  - Ange Pitou (Ange Pitou, 1853, más címeken: A Bastille elfoglalása vagy Hat évvel később)
  - Charny grófné (La Comtesse de Charny, 1853–1855, más címen Andrée de Taverney)
  - Király a vérpadon (Le roi des quilles)
  - A vörös ház lovagja (Le Chevalier de Maison-Rouge, (1845, más címen Mária Antoanette lovagjai)
- Luisa San Felice (La San-Felice, 1863)
- Emma Lyonna (Lady Hamilton, 1865)
- Salvator, a végzet útjai
- Páris mohikánjai (Les Mohicans de Paris, 1854-1855)
- A fekete tulipán (La Tulipe noire, 1850)
- A jávai orvos (L’Île de feu, 1863)
- Ascanio (L'Orfèvre du roi, ou Ascanio, 1843)
- D'Harmental lovag (Le Chevalier d’Harmental, 1842)
- A régens lánya (Une fille du régent, 1845)
- A vívómester (Le maître d’armes, 1840)
- Akté (Acté), 1839, más címen Őrült a trónon)
- A bársonynyakékes hölgy (La Femme au collier de velours, 1850)
- Napóleon élete
- Olympe de Clèves (Olympe de Clèves, 1851)
- A vörös szfinx (Le Comte de Moret, 1865)
- Emlékeim (Mes mémoires, 1863)
- A diótörő (1844): E. T. A. Hoffmann történetének feldolgozása, Csajkovszkij később ebből írta A diótörő c. balettjét
- Az aranytolvajok (1857 után): egy elveszett színdarab, amelyet a kanadai Reginald Hamel fedezett fel újra a Francia Nemzeti Könyvtárban végzett kutatásai során 2004-ben
- Szent Hermina lovagja (Le Chevalier de Sainte-Hermine, 1869): ez a regény volt utolsó nagyobb munkája, melyet elveszettnek hittek, míg Claude Schopp 2005-ben be nem jelentette, hogy megtalálta

## Dumas és a strómanok
Dumas számos szellemíró (pestiesen szólva: „stróman”, „néger”) segítségét is igénybe vette. Közülük a legismertebb Auguste Maquet volt. Maquet vázolta fel például a Monte Cristo grófja cselekményét, de fontos szerepe volt A három testőr-nek és folytatásainak, illetve Dumas sok más regényének megírásában is. Amikor együtt dolgoztak, Maquet találta ki és vázolta fel a cselekményt, Dumas pedig kidolgozta a részleteket, párbeszédeket, és a befejező részeket.
Dumas az írás révén nagy vagyonra tett szert, mégis gyakran küzdött pénzhiánnyal, vagy keveredett adósságba, mert két kézzel szórta a pénzt, ha nőkről vagy fényűzésről volt szó. A hatalmas és költséges Monte Cristo-kastély, amelyet építtetett, tele volt olyan emberekkel (idegenekkel és ismerősökkel), akik kihasználták az író bőkezűségét.
Amikor Lajos Fülöp királyt az 1848. februári forradalomban elűzték, az újonnan választott elnök, Charles Louis Napoleon Bonaparte (a későbbi III. Napóleon) nem nézte olyan jó szemmel Dumas-t, mint a király. 1851-ben Dumas Brüsszelbe menekült a hitelezői elől, onnan pedig Oroszországba utazott, ahol a francia volt a második nyelv, és az írásai óriási népszerűségnek örvendtek. Két évet töltött Oroszországban, mielőtt továbbutazott volna, hogy kalandot keressen és anyagot gyűjtsön további műveihez. 1861 márciusában kikiáltották az Olasz Királyságot, a trónra II. Viktor Emánuel került. A következő három évben Alexandre Dumas az egységes Olaszországért vívott harcokban vett részt, majd 1864-ben visszatért Párizsba. E három év alatt gyűjtötte az 1798-as nápolyi forradalomnak emléket állító köteteit, melyek a Luisa San Felice és folytatása, az Emma Lyonna.
Irodalmi sikerei és arisztokrata kapcsolatai ellenére Alexandre Dumas egész életére kihatással volt félvér származása. 1843-ban írt egy kisregényt Georges címmel, amely a rasszizmussal és a gyarmatosítás hatásaival kapcsolatos kérdésekkel foglalkozott. A rasszista hozzáállás azonban még halála (1870. december 5.) után is sokáig befolyásolta a francia irodalomban betöltött szerepének megítélését.
2005 júniusában Franciaországban megjelent Dumas nemrég újra felfedezett utolsó regénye, a Szent Hermina lovagja. A történet a trafalgari csatát eleveníti fel, amelyben Lord Nelson meghalt. A regény folytatásokban jelent meg, és az író halálakor már majdnem teljesen elkészült. Az új kiadáshoz egy mai Dumas-kutató, Claude Schopp írta meg a befejező két és fél fejezetet.

## Kapcsolata Magyarországgal, a magyarokkal
Bizalmas barátság fűzte az emigráns Teleki Sándor grófhoz. Teleki ismertette meg vele Petőfit, és több Petőfi-verset lefordított franciára. Párizsi tartózkodása alatt a mentora volt Bulyovszky Lilla színésznőnek, akivel éveken át leveleket is váltott. „1865-ben két ízben több hetet töltött Budapesten, ahol előadásokat tartott és nagy ünneplésben volt része. A magyar szimpátia viszonzásául magyar díszruhát csináltatott magának: atillát, sarkantyús csizmát, kócsagtollas kucsmát s több felolvasását e magyar öltönyben tartotta, ami komikus látvány volt, de nagy lelkesedést keltett és nagyszerű reklám volt Dumas számára.”

## Az utókor elismerése
Alexandre Dumas-t ott temették el, ahol született. Sírja a Villers-Cotterêts-i temetőben maradt egészen 2002. november 30-áig. Ekkor Jacques Chirac köztársasági elnök exhumáltatta a testét, és áthelyeztette a Panthéonba, a nagyszerű mauzóleumba, ahol Franciaország legnagyobbjai vannak eltemetve. A nyilvános ceremónia során az új, kék bársonnyal leterített koporsót a négy muskétásnak – Athos, Porthos, Aramis és D’Artagnan – beöltözött köztársasági őrök kísérték ünnepélyes menetben.
Ünnepi beszédében Chirac elnök így emlékezett: „Általad lehettünk D’Artagnan, Monte Cristo vagy Balsamo, lovagolhattunk Franciaország útjain, járhattunk harcmezőkön és láthattunk palotákat és várakat – általad álmodunk.” A szertartást követően egy interjúban Chirac elnök elismerte a rasszizmus létezését, és azt mondta, most jóvá tették a korábbi rosszat azzal, hogy Alexandre Dumas sírjának ugyanazzal a kegyelettel adóznak, mint a mellette nyugvó Victor Hugóénak és Voltaire-ének.
Ez a tiszteletadás is jelzi, hogy bár Franciaország sok nagy írót adott a világnak, csak Vernét olvassák szélesebb körben, mint Alexandre Dumas-t. A történeteit közel száz nyelvre lefordították, és több mint 200 film készült belőlük.
Alexandre Dumas Párizs melletti otthonát, a Monte Cristo-kastélyt felújítás után megnyitották a nagyközönség számára.
Az 1992. augusztus 8-án felfedezett, 9059-es sorszámú kisbolygót az ő emlékezetére nevezték el 9059 Dumas-nak.

## Magyarul

### 1870-ig
- Dumas Sándor: Howard Katalin, vagy Korona és vesztőhely. Dráma; magyarra tette Benke József; Trattner–Károlyi, Pest, 1836
- Neslei torony. Dráma; ford. Horváth György; Horváth Döme, Kecskemét, 1851 (Újabb színműtár)
- A fekete tulipán. Regény; ford. Majer Károly; Müller, Pest, 1851
- Paul Jones. Dráma; ford. Ács Zsigmond; Horváth Döme, Kecskemét, 1851 (Újabb színműtár)
- Fernanda. Regény. 1. köt.; ford. K. M.; Novelli, Pest–Kassa, 1852 (Európai Könyvtár)
- A párisi mohikánok. Regény, 1-31.; ford. Országh Antal et al.; Müller, Pest, 1854–1861 (Legújabb külföldi regénycsarnok)
- Egy bretagnei nemes kalandjai a Philippini szigeteken; Emich, Pest, 1856
- Egy orvos naplója. Regény, 1-8.; Beimel József–Kozma Ny., Pest, 1857–1867 (Legújabb külföldi regénycsarnok)
- Egy galamb története. Történeti regény; ford. Bereczk Béla, Hang Ferenc; Ráth, Pest, 1858
- Cecília. Regény, 1-2.; ford. Bereczk Béla, Hang Ferenc; fordítói, Pest, 1858
- A nászruha, 1-2.; ford. K. T. [Ágai Adolf]; Hartleben, Pest, 1860 (Hartleben K. A. olvasótára)
- Utazás a Kaukazusban, 1-2.; ford. Székely József; Konrád, Pest, 1860
- Jehu társai. Történeti regény, 1-2.; ford. Huszár Imre, Nagy István; Hartleben, Pest, 1860
- Paulina. Regény; ford. Bereczk Béla, Hang Ferenc; fordítói, Kalocsa, 1860
- Egy szerelmi kaland tizenhárom fejezetben; ford. Beniczky Emil; Gyurian, Pest, 1860
- Gróf Monte-Cristo, 1-6.; ford. Sió [Cholnoky László]; Ramazetter, Veszprém, 1861–1862
- A régens lánya. Regény, 1-3.; ford. Hang Ferenc, Lauffer, Pest, 1862 (Külföldi regénycsarnok)
- A három testőr. Regény, 1-6.; ford. Hang Ferenc; Lauffer-Stolp, Pest, 1863 (Külföldi regénycsarnok)
- Dumás Sándor: A vívó-mester, 1-2.; magyarította Podhajeczky Sándor; Lauffer-Stolp, Pest, 1863
- Egy tengerész kalandjai. Regény, 1-2. / Allegóriai képek; ford. Hang Ferenc; Lauffer, Pest, 1864
- Margot királyné. Történeti regény, 1-2.; ford. Sió [Cholnoky László]; Ramazetter Ny., Veszprém, 1868
- A pokol torka. Regény, 1-2.; ford. Major Béla; Pesti Ny., Pest, 1869

### 1871–1919
- A Vörösház lovagja; ford. Csorba Ákos; Bartalits Ny., Pest, 1871
  - (A királyné lovagja, Mária Antónia és lovagjai címen is)
- A bandita. Spanyol regény; ford. Vincze Aladár; Telegdi Kovách László, Debrecen, 1872
- Húsz év múlva. A három testőr folytatása, 1-8.; ford. Ásványi Ferenc; Mehner, Bp., 1875
- Bragelonne gróf, vagy Tíz évvel később. Történeti regény; ford. Ásványi Ferenc; Mehner, Bp., 1875
- A monsoreaui hölgy. Történeti regény, 1-4.; ford. Mártonffy Frigyes, Méhner, Bp., 1876
- Margit királyné. Történeti regény, 1-3.; ford. Mártonffy Frigyes; Dobrowsky és Franke, Bp., 1876
- Monte-Christo grófnak csodás története. Igen szép és mulattató elbeszélés; Rózsa Kálmán és neje, Bp., 1878
- Gróf Monte-Christo. Regény, 1-2.; ford. Mártonffy Frigyes; Méhner, Bp., 1878–1879
- Negyvenötök. Történeti regény, 1-2.; ford. Mártonffy Frigyes; Mehner Vilmos, Bp., 1878
- A jósnő. Regény; ford. Krajtsik Ferenc; Bartalits Ny., Bp., 1879
- A párisi mohikánok. Regény, 1-6; ford. F. F.; Milassin, Bp., 1880
- Kisasszony feleség. Regény, 1-2.; ford. Vay Sándor [Vay Sarolta], Clair Vilmos; Keresztény Magyarország, Bp., 1888
- A saint-cyri kisasszonyok. Vígjáték; ford. Fái J. Béla; Franklin, Bp., 1891 (Olcsó könyvtár)
- Kean. Vígjáték; ford. Hevesi Sándor; Vass, Bp., 1899
- Kean. Színmű; ford. Rexa Dezső; Franklin, Bp., 1899 (Olcsó könyvtár)
- A három testőr. Regény, 1-3.; Bartalits Ny., Bp., 1900 k.
- Őrült a trónon. Regény; magyarra átdolg. Hetényi Imre; Kereskedelmi Közlöny, Bp., 1905
- A három testőr, 1-2.; ford. Lándor Tivadar, előszó Ambrus Zoltán; Révai, Bp., 1908 (Klasszikus regénytár)
- Gróf Monte-Cristo. Regény, 1-4.; ford. Harsányi Kálmán; Révai, Bp., 1908
- Napoleon élete; ford. Bölöni György, bev. Pogány József; Révai, Bp., 1912 (Világkönyvtár)
- A fekete tulipán; ford. Hevesi Sándor; Athenaeum, Bp., 1916 (Athenaeum könyvtár)

### 1920–1944
- Charny grófné, 1-16.; ford. Lándor Tivadar, Gellért Hugó, Gergely Győző; Gutenberg, Bp., 192? (Dumas művei)
- A régens lánya; ford. Lányi Viktor, Biró Sándor; Dante, Bp., 1920 (Dumas munkái)
- A jávai orvos. Regény; ford. Telekes Béla, Szederkényi Anna; Ifjúság, Bp., 1920
  - (A négersziget címen is)
- A bársonynyakékes hölgy; ford. Csillay Kálmán; Ifjúság, Bp., 1920
- A királyné lovagja; ford. Csillay Kálmán, Soproni Dezső; Ifjúság, Bp., 1920
  - (A Vörösház lovagja, Mária Antónia és lovagjai címen is)
- Éva; ford. Biró Sándor, Csillay Kálmán; Ifjúság, Bp., 1921
- A szélhámos; ford. Telekes Béla; Ifjúság, Bp., 1921
- Gróf Monte Christo. Regény, 1-2.; Tolnai Világlapja, Bp., 1922
- A nyakék. Regény; ford. Kállay Miklós; Dante, Bp., 1922
- Húsz év múlva. Regény; ford. Molnár János; Dante, Bp., 1923
- Koronák harca. Regény. 1. füz.; ford. Balogh-Beéry László; Fráter, Bp., 1924
- Bragelonne vicomte, 1-3.; ford. Csetényi Erzsi, Czeke Marianne, Lengyel Miklósné; Dante, Bp., 1924
- Dumas–F. Le Prince: A holt kéz. Gróf Monte Christo és A világ ura folytatása, 1-2.; ford. Malonyai János; Nádudvary, Gyoma, 1924
- Firenzei éjszakák; ford. Csillay Kálmán; Singer-Wolfner, Bp., 1924 (Koronás regények)
- A varázsló. Balsamo József, Gróf Cagliostro; ford. Balla Mihály; Nova, Bp., 1924 (Dumas válogatott művei)
- A korinthusi leány; ford. Csillay Kálmán; Nova, Bp., 1924 (Dumas válogatott művei)
- A pokol torka. Regény; Tolnai, Bp., 1925 (Tolnai regény-sorozata)
- A három testőr; átdolg. Dánielné Lengyel Laura; Béta, Bp., 1925
- Madame Dubarry bukása. Balsamo József, Gróf Cagliostro; ford. Balla Mihály; Nova, Bp., 1925 (Dumas válogatott művei)
- A Bastille lerombolása. Ange Pitou; ford. Balla Mihály; Nova, Bp., 1925 (Dumas válogatott művei)
- A négersziget. Regény, 1-3. sz.; Tolnai, Bp., 1925 (Tolnai ifjúsági könyvtára)
  - (A jávai orvos címen is)
- Charny grófné; ford. Balla Mihály; Nova, Bp., 1925 (Dumas válogatott művei)
- Király a vérpadon; ford. Balla Mihály; Nova, Bp., 1925 (Dumas válogatott művei)
- A vérnász. Margot királyné; ford. Csillay Kálmán; Nova, Bp., 1925 (Dumas válogatott művei)
- A negyvenötök; ford. Balla Mihály; Nova, Bp., 1925 (Dumas válogatott művei)
- A király és bolondja; ford. Csillay Kálmán; Nova, Bp., 1925 (Dumas válogatott művei)
- Margot királyné szerelmese. Szerelem a vérpadig; ford. Csillay Kálmán; Nova, Bp., 1925 (Dumas válogatott művei)
- A három testőr. 1. füz.; ford. Tamásfalvi Szabó István; Magyar Könyvkiadó, Lapterjesztő és Hirdetési Vállalat, Bp., 1925
- A végzet útjai. Páris mohikánjai II. része; ford. Fülöp Zsigmond; Nova, Bp., 1926 (Dumas válogatott művei)
- Páris mohikánjai; ford. Fülöp Zsigmond; Nova, Bp., 1925 (Dumas válogatott művei)
- Salvator. Páris mohikánjai III. része; ford. Fülöp Zsigmond; Nova, Bp., 1926 (Dumas válogatott művei)
- A dráma vége. Páris mohikánjai V. része; ford. Fülöp Zsigmond; Nova, Bp., 1926 (Dumas válogatott művei)
- A monsoreaui hölgy bosszúja; ford. Balla Mihály; Nova, Bp., 1926 (Dumas válogatott művei)
- Roland, a kutya; ford. Fülöp Zsigmond; Nova, Bp., 1926 (Dumas válogatott művei)
- A Jehu cimborái; ford. Fülöp Zsigmond; Nova, Bp., 1926 (Dumas válogatott művei)
- A három testőr, 1-4.; ford. Forró Pál, Németh Andor, Szini Gyula, Sztrókay Kálmán, bev. Lándor Tivadar; Gutenberg, Bp., 1927 (Dumas művei)
- Gróf Monte Cristo. 1-50. sz.; Brassói Lapok Könyvosztálya, Braşov, 1927
- Húsz év múlva, 1-3.; ford. Szini Gyula, bev. Lándor Tivadar; Gutenberg, Bp., 1928 (A Gutenberg Könyvkiadó Vállalat könyvei)
- A királyné lovagja. Szerelem a vérpadig. Regény, 1-2.; Otthon, Bp., 1928 (Dumas legszebb regényei)
- Páris mohikánjai. Regény, 1-2.; Otthon, Bp., 1928 (Dumas legszebb regényei)
- Salvator. A végzet útjai. Regény, 1-2.; Otthon, Bp., 1928 (Dumas legszebb regényei)
- Gróf Monte Krisztó. Regény, 1-4.; Otthon, Bp., 1928 (Dumas legszebb regényei)
- A varázsló. Madame Dubarry. Regény, 1-2.; ford. Szederkényi Anna; Otthon, Bp., 1928 (Dumas legszebb regényei)
- A három testőr; ford. Moly Tamás; Tolnai, Bp., 1928
- Akté, Néró rabnője; ford., bev. Németh Andor; Gutenberg, Bp., 1928 (A Gutenberg Könyvkiadó Vállalat könyvei)
- A bársonynyakékes hölgy; ford. Kállay Miklós, bev. Bálint Lajos; Gutenberg, Bp., 1928 (A Gutenberg Könyvkiadó Vállalat könyvei)
- A fekete tulipán, 1-2.; ford., bev. Csillay Kálmán; Gutenberg, Bp., 1928 (A Gutenberg Könyvkiadó Vállalat könyvei)
- A két Diana, 1-4.; ford., bev. Sziklay János; Gutenberg, Bp., 1928 (A Gutenberg Könyvkiadó Vállalat könyvei)
- Mária Antónia és lovagjai, 1-3.; ford. Németh Andor, bev. Bálint Lajos; Gutenberg, Bp., 1928 (Dumas művei)
  - (A királyné lovagja, A Vörösház lovagja címen is)
- Pamphile kapitány; ford. Sztrokay Kálmán; Gutenberg, Bp., 1928 (A Gutenberg Könyvkiadó Vállalat könyvei)
- A szavojai herceg apródja, 1-4.; ford. Szini Gyula, bev. Cserna Andor, Gutenberg, Bp., 1928 (A Gutenberg Könyvkiadó Vállalat könyvei)
- A menyasszonyi ruha; ford. F. Bosányi Margit; Viktória Ny., Bp., 1929 (Viktória könyvek)
- D'Harmental lovag, 1-3.; ford. Lándor Tivadar, bev. Endrődi Béla; Gutenberg, Bp., 1929 (A Gutenberg Könyvkiadó Vállalat könyvei)
- Bragelonne vicomte, 1-10.; ford. Szini Gyula, bev. Lándor Tivadar; Gutenberg, Bp., 1929 (A Gutenberg Könyvkiadó Vállalat könyvei)
- Húsz év múltán. Regény, 1-3.; ford. Moly Tamás; Tolnai, Bp., 1929 (Tolnai regénytára)
- Olifus apó házasságai; ford. Endrődi Béla, bev. Lándor Tivadar; Gutenberg, Bp., 1929 (A Gutenberg Könyvkiadó Vállalat könyvei)
- A menyasszonyi ruha; ford. Szini Gyula; Gutenberg, Bp., 1929 (A Gutenberg Könyvkiadó Vállalat könyvei)
- Ange Pitou. Egy orvos emlékiratai, 1-6.; ford. Lándor Tivadar; Viktória Ny., Bp., 1930 (Dumas művei)
- Monte-Cristo gróf, 1-5.; ford. Németh Andor, bev. Szép Ernő; Gutenberg, Bp., 1930 (A Gutenberg Könyvkiadó Vállalat könyvei)
- Alexandre Dumas–Adolf Mützelburg: A milliomos menyasszony. Gróf Monte Cristo harmadik része, 1-3.; ford., bev. Lándor Tivadar; Gutenberg, Bp., 1930 (A Gutenberg Könyvkiadó Vállalat könyvei)
- Egy orvos emlékiratai. Balsamo József, 1-2.; ford. Balogh Vilma, bev. Lándor Tivadar; Christensen-Gutenberg, Bp., 1930 (A Gutenberg Könyvkiadó Vállalat könyvei)
- A királyné nyakéke, 1-4.; ford. Gellért Hugó, bev. Lándor Tivadar; Gutenberg, Bp., 1930 k. (Dumas művei)
- A gavallérbandita; ford. Margittai Szaniszlóné; Pesti Napló, Bp., 1930 (Kék regények 12.)
- A gályarab; ford. Szegedy Ila Hellas, Bp., 1931
- Charny grófné, 1-5.; ford. Gellért Hugó; Gutenberg, Bp., 1931 (A Gutenberg Könyvkiadó Vállalat könyvei)
- A névtelen kapitány. Regény; ford. Margittai Szaniszlóné; Hellas, Bp., 1931
- Paul Feval: Athos öregkora. A három testőr és D'Artagnan fia folytatása; Alexandre Dumas ötlete alapján, ford. Gellért Hugó; Pannon, Bp., 1992 (Dumas művei)
- Gróf Monte Christo; átdolg. Dánielné Lengyel Laura; Béta, Bp., 1932
- Pamfil kapitány; átdolg. Rozsnyói Olga; Athenaeum, Bp., 1939
- Gróf Monte Christo. Regény; ford. Nagy Béla; Palladis Ny., Bp., 1942 (Palladis regénytár)
- Gróf Monte Cristo; a serdültebb ifjúság számára franciából átdolg. Gálszécsi István; Péchyné, Bp., 1943
- Gróf Monte Christo; ford. Tábori Kornél, Illés Jenő; Nova, Bp., 1943
- Gróf Monte Christo. Regény; Forrás, Bp., 1944

### 1945–1989
- A három testőr, 1-4.; ford. Szini Gyula, Forró Pál, bev. Lándor Tivadar; Fórum, Bp., 1948 (Dumas művei)
- Gróf Monte Christo, 1-2.; átdolg. Hornyik János; Testvériség-Egység, Újvidék, 1952
- A három testőr. Regény, 1-3.; ford. Csatlós János, versford., jegyz. Rónay György, utószó Hegedüs Géza; Szépirodalmi, Bp., 1956
- Monte-Cristo grófja, 1-3.; ford. Csetényi Erzsi; Európa, Bp., 1957
- Ascanio. Regény, 1-3.; ford., utószó Vázsonyi Endre; Szépirodalmi, Bp., 1959
- Luisa San Felice, 1-2.; ford. Görög Lívia; Európa, Bp., 1965
- Emlékeim; vál., ford., utószó Örkény István, jegyz. Gera György; Európa, Bp., 1966
- Robin Hood; átdolg., ford. Dancsó Jenő; Nolit, Beográd, 1967 (Ifjúsági klasszikusok)
- Emma Lyonna. A testvériség ünnepe, 1-2.; ford. Görög Lívia, versford. Molnár Imre; Európa, Bp., 1967
- Korzikai testvérek / Herminie; ford., utószó Szávai János; Szépirodalmi, Bp., 1968 (Olcsó könyvtár)
- A régens lánya. Regény; ford. Görög Lívia, utószó Pödör László; Szépirodalmi, Bp., 1969 (Olcsó könyvtár)
- Húsz év múlva, 1-2.; ford. Jékely Zoltán; Európa, Bp., 1970
- A királyné lovagja és Pamphile kapitány, 1-2.; ford. Békési Ágnes, Sztrokay Kálmán; Casa Scintei, Bukarest, 1973
- Egy orvos feljegyzései. Joseph Balsamo, 1-4.; ford., utószó Antal László; Európa, Bp., 1974 (A világirodalom remekei)
- A királyné nyakéke. Regény, 1-2.; ford. Farkas Márta; Európa, Bp., 1985
- A három testőr; ford. Csatlós János, ifjúsági átdolg. Majtényi Zoltán; Bp., Móra, 1986
- Ange Pitou. Regény, 1-2.; ford. Bognár Róbert; Európa, Bp., 1988
- Alexandre Dumas–Jean-Paul Sartre: Kean, a színész; ford. Mészöly Dezső; Európa, Bp., 1989[20]

### 1990–
- Alexandre Dumas–Adolf Mützelburg: A világ ura. A Monte Cristo grófja folytatása; ford. Mezey Dénes, átdolg. Farkas Miklós, Sági Margit; Rege, Bp., 1990
- Király a vérpadon. Regény két kötetben; Kaposvár, Holló, 1991
- A három testőr; ford. Kovácsné Kliment Emilia; Új Ex Libris, Bp., 2001 (Klasszikus ifjúsági regénytár)
- Monte Cristo grófja; ford. Törőné Tóth Katalin; Új Ex Libris, Bp., 2002 (Klasszikus ifjúsági regénytár)
- A királyné lovagja. Szerelem a vérpadig. Regény két kötetben; ford. Moly Tamás; Sensus, Bp., 2003 (Dumas legszebb regényei)
  - (Mária Antoanette lovagjai, Mária Antónia és lovagjai címen is)
- Olympe de Cléves, 1-2.; ford. Kamocsay Ildikó; Európa, Bp., 2006
- A varázsló; ford. Szederkényi Anna; Arión, Bp., 2007 (Dumas legszebb regényei)
- Monte Cristo grófja. Regény; ford. Csetényi Erzsi, átdolg. Majtényi Zoltán; Könyvmolyképző, Szeged, 2007 (Jonatán könyvmolyképző)
- A három testőr; rajz. Korcsmáros Pál, szöveg Cs. Horváth Tibor; Képes, Bp., 2010 (Az irodalom klasszikusai képregényben)
- A vörös szfinx; ford. Szántó Judit; Európa, Bp., 2010
- A három testőr; átdolg. Oliver Ho, ford. Csonka Ágnes; Alexandra, Pécs, 2010 (Klasszikusok könnyedén)
- A vasálarcos; átdolg. Oliver Ho, ford. Edwards Zsuzsanna; Alexandra, Pécs, 2011 (Klasszikusok könnyedén)
- A három testőr; átdolg. Ronne Randall, ford. Medgyesy Zsófia; Ventus Libro, Bp., 2013 (Világhíres mesék)
- Konyhaszótár. Alexandre Dumas szakácskönyve; vál., ford. Szederkényi Olga, szerk. Cserna-Szabó András; Corvina, Bp., 2014